# Бреков (замок)
Бреков или Брековский замок (словац. Brekov, Brekovský hrad) — руины средневекового замка в окрестности городов Стражске и Гуменне. Расположен на западной окраине Гуменской горы, входящей в цепь вершин Выгорлатского хребта, над деревней Бреков на высоте 280 над уровнем моря. Замок был построен в средние века и входил в цепь сторожевых укреплений, вместе с другими близлежащими замками — Ясеновым, Винне, Чичва. С замкового холма открывается отличный круговой обзор окрестностей.
Бреков был объявлен памятником культуры в 1963 году.
С 2009 года реконструкцию и консервацию руин осуществляет гражданское объединение по спасению замка Бреков, которое с 2009 года является членом объединения Zachráňme hrady (Сохраним замки). Территория замка открыта для посетителей.

## История
Руины замка стоят на холме на западной оконечности Выгорлатских вершин в 4 км к юго-западу от Гуменне в долине реки Лаборец над одноименной деревней. Он был построен в XIII веке и принадлежал к системе укреплений на венгерско-польской границе. В первой половине XV века его укрепления были усилены, и вскоре после этого он сыграл важную роль во внутриполитических сражениях, особенно в 1466 году, когда армии короля Матьяша Корвина и его противника, польского короля Казимира IV, встретились в битве под его стенами. В 1484—1488 годах он находился в руках венгерских магнатов из рода Запольяи, которые расширили замок и еще больше усовершенствовали его укрепления. В середине XVI века тогдашний владелец замка Франтишек Кенди присоединился к дворянской оппозиции против короля Фердинанда Габсбурга, в связи с чем королевская армия разрушила Бреков после штурма в 1558 году. Новый владелец Микулаш Другет отремонтировал и снова восстановил его в 1575 году. В 1644 году замок был захвачен и разрушен повстанческими войсками Юрая Ракоци. Частичный ремонт жилой части замка лишь ненадолго вернул его к жизни, поскольку на волнах антигабсбургских восстаний конца XVII века замок был окончательно разрушен и заброшен, и до наших дней сохранились лишь руины стен.

## Архитектура
Старейшее ядро замковых строений имеет овальную форму в плане и расположено на самой высокой точке известняковой скалы. Этот этап строительства датируется рубежом XIII—XIV веков. Второй этап строительства связан с семьёй Другет, построившей двухэтажное жилое помещение и небольшой оборонительный дворик на северной стороне оборонительного контура. Во время расширения этого форта на восток при Штефане Запольском старая стена была заменена новой каменной кладкой на краю скального плато. На четвёртом этапе построили позднеготический бастион у входных ворот и построили многоугольное здание на западной стороне первоначального ядра.

### Современное состояние
На плато сохранились стены высотой до трех этажей. Сохранились руины ворот, проход в верхний замок, вероятно, когда-то оборудованный подъёмным мостом. Подвалы частично сводчатые, в западной части сохранилась замковая кухня с очагом и дымоходом.

## Владельцы замка
До 1248 года владельцем Михаловца (в то время деревни с большим усадебным домом) был Собеслав из рода Лудань, славянского происхождения. У него были обширные поместья в центре Земплина, в том числе замки Ясенов, Бреков и Винне. Впервые замок упоминается в письменных источниках в 1307 году как "каструм Барко", а его владельцем указан Петр Петень. В 1317 году Карл Роберт Анжуйский подарил замок Филиппу Другету вместе с другими владениями в восточной Словакии за верную службу. Семья Другет владела замком до 1486 года. В 1472 году король Матей назначил Штефана Запольского потомственным владельцем Спишского замка и гетманом северо-восточных областей Венгрии. Он упоминается в 1488 году, как «кастелян замка Барко». В последующие два столетия замок принадлежал Другетам и был захвачен поочерёдно войсками Габриэля Бетлена, Юрая Ракоци I (1644) и Имриха Тёкёли, который приказал его снести (1684). В настоящее время административно относится к деревне Бреков.